# تشاك كومبتون
تشاك كومبتون (بالإنجليزية: Chuck Compton) هو لاعب كرة قدم أمريكية أمريكي، ولد في 13 يناير 1965.
تشاك كومبتون هو ظهير دفاعي سابق في كرة القدم الأمريكية لعب لفريق غرين باي باكرز في الدوري الوطني لكرة القدم الأمريكية (NFL). شارك في مباراتين مع فريق باكرز خلال موسم 1987 في دوري كرة القدم الأمريكية كلاعب بديل بعد إضراب الرابطة الوطنية للاعبي كرة القدم الأمريكية (NFLPA) لمدة 24 يوماً. لعب كومبتون كرة القدم الجامعية في جامعة ولاية بويز قبل مسيرته الاحترافية.

## حياته
وُلد تشاك كومبتون في 13 يناير 1965 في أتواتر، كاليفورنيا. تخرج من مدرسة أتواتر الثانوية قبل أن يلتحق بكلية ميرسيد. بعد أن حصل على لقب الفريق الأول في فريق كل الوادي المركزي وكل كاليفورنيا وفريق كل أمريكا في كلية ميرسيد، انتقل كومبتون إلى جامعة ولاية بويز، حيث لعب كظهير دفاعي لفريق كرة القدم في بويز ستيت برونكوس. في عام 1984، حصل كومبتون على لقب الفريق الأول في فريق أول بيج سكاي كظهير ركن. كانت هذه السنة الأولى التي يلعب فيها في هذا المركز، حيث كان يلعب في السابق في الكلية الإعدادية كظهير أمان. خلال موسم 1985، تعرض كومبتون لكسر في الكاحل ولم يتمكن من اللعب لبقية الموسم. تعرض كومبتون لكسر في الكاحل مرة أخرى في موسم 1986 خلال المباراة الأولى من العام. عاد في منتصف الموسم. بعد نهاية موسم 1986، أشار هيرب كرينر مساعد مدرب بويز ستيت إلى أن كومبتون أثار إعجاب كشافي اتحاد كرة القدم الأمريكية وأنه كان "ركنًا كاملًا" وكان لديه "كل الصفات التي تبحث عنها في الظهير الدفاعي".